# Ядерна зброя Ізраїлю
Я́дерна збро́я Ізра́їлю — ядерна зброя, що, ймовірно, є у розпорядженні Ізраїлю, який потенційно є однією з країн, що володіють повноцінною стратегічною ядерною тріадою. Згідно з низкою оцінок, Ізраїль є шостою за кількістю ядерних боєголовок ядерною державою світу.
Офіційно Ізраїль про наявність у нього ядерної зброї ніколи не повідомляв: не підтверджував і не спростовував наявність; при цьому Ізраїль не підписав Договір про нерозповсюдження ядерної зброї.

## Історія

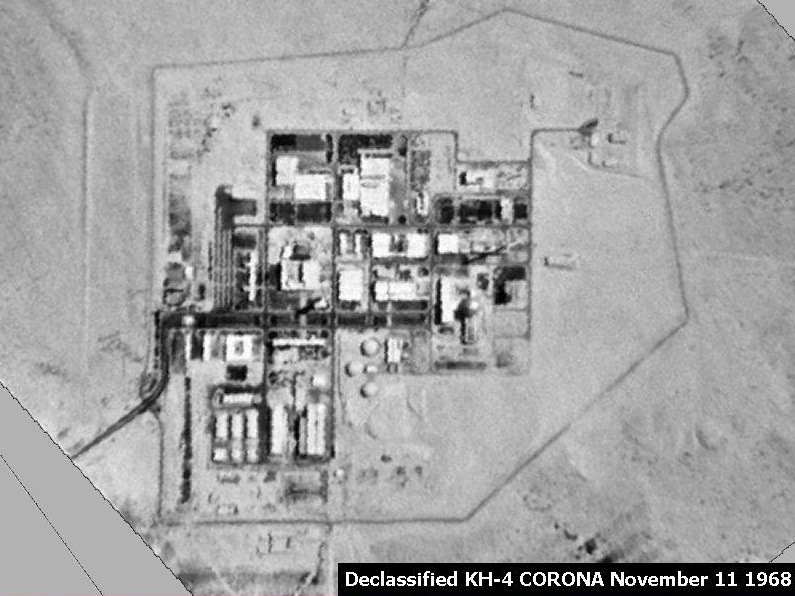
Ядерний дослідницький центр у Димоні, Негев, 1968

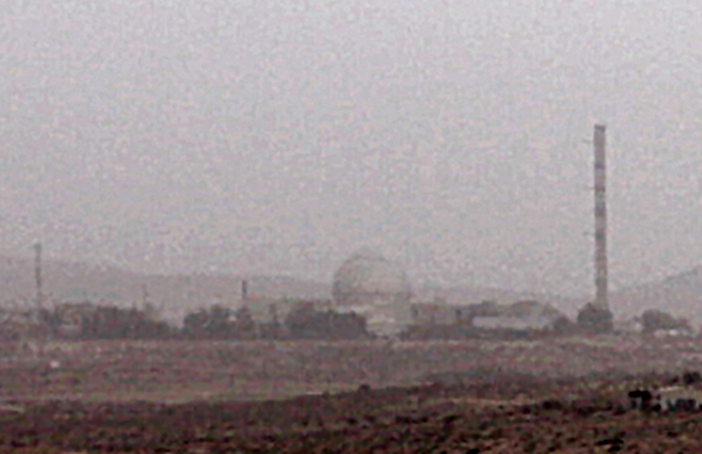
Ядерний дослідницький центр у Димоні, Негев, Жовтень 2010

Питаннями ядерної програми Ізраїлю займається створена в 1952 році Ізраїльська атомна енергетична комісія (ІАЕК).
З початку 1960-х років діють Ядерний дослідницький центр «Нахаль Сорек» та Ядерний дослідницький центр у Димоні.
Згідно з доповіддю Служби зовнішньої розвідки РФ за 1993 рік, для напрацювання ядерних матеріалів збройової чистоти в Ізраїлі використовуються, у першу чергу, тяжководний реактор і установка для перероблення опроміненого палива, що перебувають поза контролем МАГАТЕ. Їхньої потужності достатньо для виготовлення 5–10 ядерних боєзарядів у рік. Реактор потужністю 26 МВт було введено в дію у 1963 році з допомогою Франції і модернізовано в 1970-ті роки. Після збільшення його потужності до 75–150 МВт виробництво плутонію могло зрости з 7–8 кг подільного плутонію на рік до 20-40 кг. Установка для перероблення опроміненого палива була створена приблизно в 1960 році також за сприяння французької фірми. На ній можна отримувати від 15 до 40 кг подільного плутонію на рік.
Ізраїльські спецслужби звинувачують у таємних закупівлях та розкраданні ядерних матеріалів у інших країнах: США, Великій Британії, Франції, ФРН. Так, у 1986 році в США було виявлено зникнення понад 100 кг збагаченого урану на одному з заводів у штаті Пенсильванія, які, ймовірно, були переправлені до Ізраїлю. Ізраїль також визнав факт незаконного вивезення зі США на початку 1980-х років крайтронів — важливого елемента в створенні сучасних видів ядерної зброї.
У 1986 році за розголошення відомостей про ізраїльську ядерну зброю було викрадено в Італії і потім засуджено до 18 років ув'язнення колишнього співробітника дослідницького центру в Дімоні Мордехай Вануну.
Оскільки наземна ядерна зброя Ізраїлю, після вдосконалення Іраном та іншими країнами регіону своєї ракетної зброї в 1990-х роках, стала вразливою для ворожої атаки, то стратегічною альтернативою стало використання підводних човнів із ядерною зброєю на борту. У середині 1990-х років Ізраїль замовив у Німеччині три підводні човни типу «Дольфин», які були доставлені в Ізраїль у 1999. і 2000. роках. Про їхнє оснащення ракетами з ядерними боєголовками вперше стало відомо в червні 2002. року з книги, опублікованої видавництвом «Фонд Карнеґі за міжнародний мир».

### Випробування
Про проведення Ізраїлем випробувань ядерної зброї достеменно нічого не відомо. 22 вересня 1979 року в Південній Атлантиці, поблизу Острова Принс-Едуард, над пустельним океаном (47° пд. ш. 40° сх. д. / 47° пд. ш. 40° сх. д.) американським супутником «Vela» 6911 була зафіксована серія світлових сплесків, характерних для ядерного вибуху потужністю 2–3 кілотонни. Широко поширена думка про те, що це було ізраїльське ядерне випробування (можливо, спільно з ПАР).

## Сучасний статус питання
У статті двох експертів у області поширення ядерної зброї (Hans M. Kristensen і Robert S. Norris), опублікованій у британському профільному виданні «Bulletin Of The Atomic Research» на початку вересня 2013 року, стверджується, що Ізраїль має у своєму розпорядженні близько 80 ядерних боєзарядів, маючи при цьому розщеплювальні матеріали, необхідні для виробництва від 115 до 190 боєголовок. Ці дані приблизно відповідають оцінками експертів РУМО США, які називали цифру 80 боєзарядів ще у 1999 році. На думку авторів статті, з 1967 по 2004 роки Ізраїль щорічно виробляв по 2-3 ядерних боєзаряди. До початку Війни Судного дня (1973) у розпорядженні Ізраїлю було 15 ядерних боєголовок, до часу вторгнення до Лівану (1982) — 35, до початку іракської війни — 56, до 2003 року — 78. У 2004 році виробництво ядерних боєзарядів було заморожено.
Як США, Росія і КНР, Ізраїль має на озброєнні засоби доставки ядерної зброї у трьох природних середовищах.
Згідно з деякими даними, Ізраїль потенційно міг провести в період 1970-1980-х років до 20 ядерних боєзарядів, а до 1993 року — від 100 до 200 боєзарядів. За різними оцінками, у 2006 році в арсеналі Ізраїлю було близько 200 ядерних зарядів. Так, на думку колишнього президента США Джиммі Картера, висловлену в травні 2008 року, їхня кількість становить «150 або більше». Ядерними боєголовками, як передбачається, оснащені ізраїльські ракети «Єрихон». На думку Федерації американських учених (FAS), на озброєнні ЦАХАЛ є близько 60 ракет з моноблочним ядерним зарядом. Для доставки ядерних бомб і ракет із ядерними боєголовками можуть також бути використані літаки F-15 і F-16.

## Наземний компонент тріади
Основним засобом доставки наземного базування, можливо, є 16 ракет «Єрихон-3». Як повідомляє ізраїльська преса, розробку цієї моделі було завершено в 2005 році. «Єрихон-3» є розвитком ракети «Єрихон-2».

### Технічні характеристики
- Клас: Балістична ракета середньої дальності
- Переміщення: Автоплатформа
- Кількість ступенів: 3 твердопаливні
- Довжина: 15,50 м
- Діаметр: 1,56 м
- Стартова маса: 29 000 кг
- Маса головної частини: 1300 кг
- Корисне навантаження: 750 кг
- Дальність польоту: до 6500 км
- На бойовому чергуванні з: 2008 року[11]

## Повітряний компонент тріади

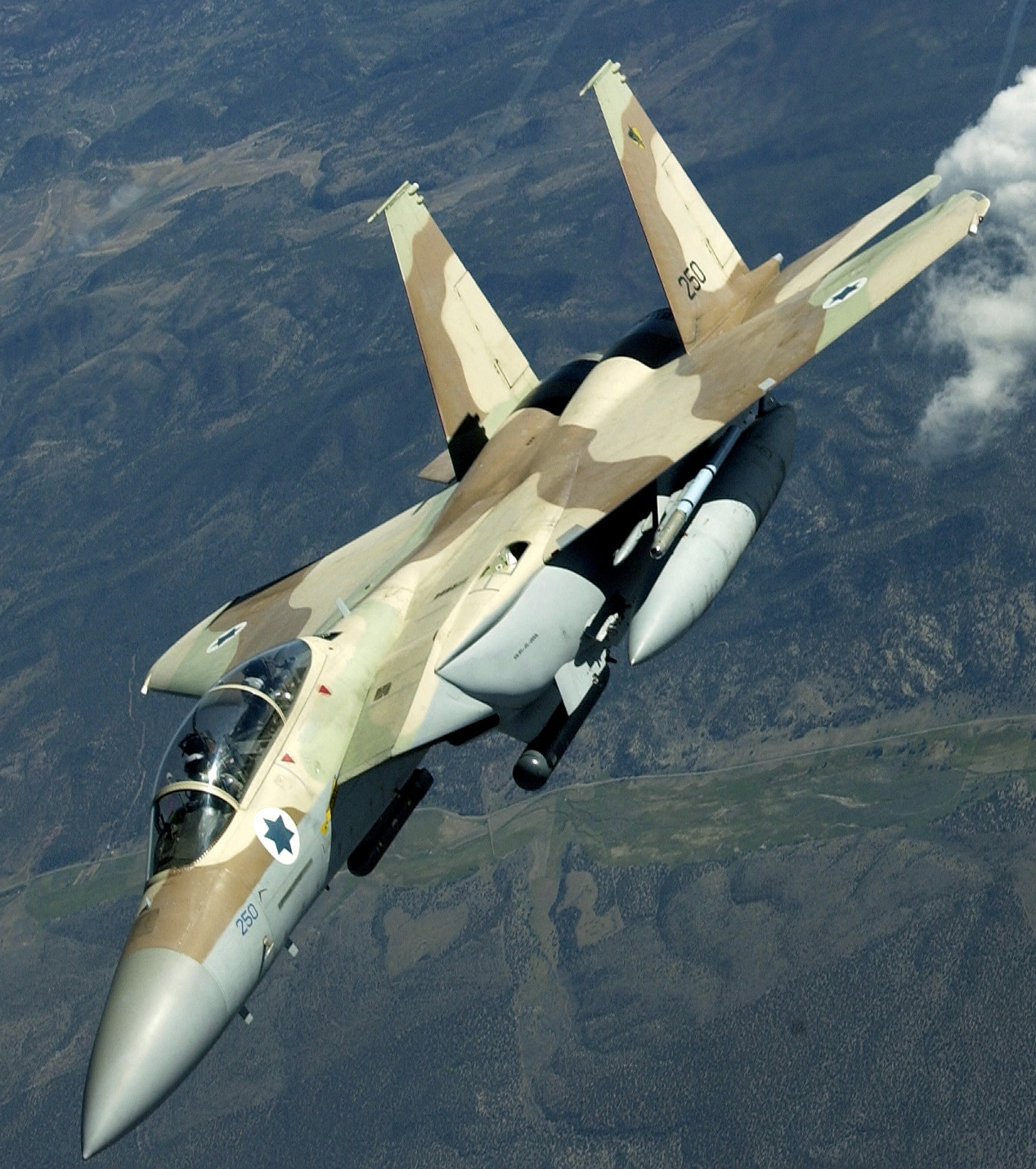
Винищувач-бомбардувальник F-15I ВПС Ізраїлю

Дві ескадрильї — 18 винищувачів-бомбардувальників F-15I Ra'am (Грім) — модифікація F-15E Strike Eagle ВПС Ізраїлю з двома крилатими ракетами Gabriel можуть представляти собою повітряний компонент ізраїльської ядерної тріади.

### Льотні характеристики
- Максимальна швидкість на великій висоті: 2650 км/год (2,5+ Маха)
- Максимальна швидкість на малій висоті: 1480 км/год (1,2 Маха)
- Швидкість заходу на посадку: 232 км/год
- Практична дальність: 1967 км (без підвісного паливного бака (ППБ), із стандартним озброєнням)
- Перегоночна дальність: 5750 км (із трьома ППБ і конформними баками)
- Практична стеля: 20000 м
- Швидкопідйомність: 254 м/с
- Довжина розбігу: 274 м
- Довжина пробігу: 1067 м (без гальмівного парашуту)
- Навантаження на крило: 358 кг/м2
- Тягооснащеність 1,12 (для F100-220)
- Аеродинамічна якість літака: ~10
- Максимальне експлуатаційне перевантаження: +9.0/-3.0

### Озброєння
- Шестиствольна 20-мм гармата Дженерал Електрик М-61А1 «Вулкан», 940 снарядів
- КР AIM-9 Sidewinder: 4 ракети
- Крилата ракета Gabriel, авіаційний варіант (може нести ядерні боєголовки): 2 ракети

### Авіоніка
- РЛС: AN/APG-70

Системи допрацьовані на підприємствах ізраїльського ВПК.

## Морський компонент тріади

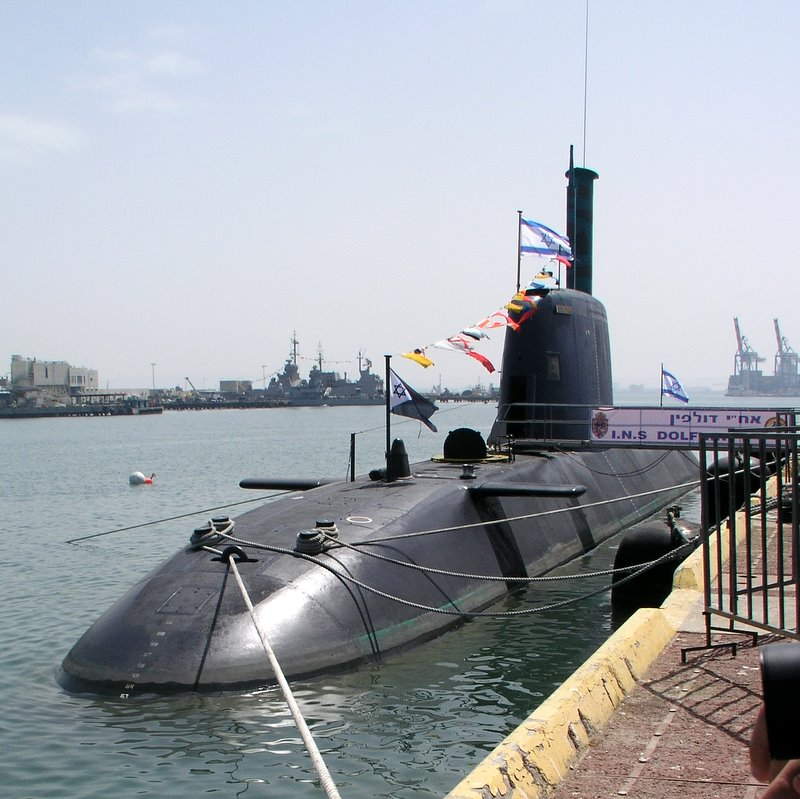

На думку експертів, дизель-електричні підводні човни типу «Дольфин», що стоять на озброєнні ВМС Ізраїлю, можуть нести крилаті ракети, оснащені ядерними боєголовками. Три таких субмарини були передані Німеччиною ізраїльським ВМС у 1998–99 роках і пізніше оснащені спеціальними контейнерами для запуску крилатих ракет, а в грудні 2004 року ВМС Ізраїлю уклали контракт про купівлю ще двох таких же підводних човнів. Зазначені ракети, за однією інформацією, є модернізованим варіантом американської крилатої ракети «Гарпун», а згідно з іншою — є власною ізраїльською розробкою.

### Технічні характеристики
- Силова установка: дизель-електрична, що містить 3 ДД MTU 16V 396 SE84 (4,243 л. с.), 3 генератори (2.91 МВатт), 1 електродвигун Siemens (3,875 л. с.); 1 вал
- Автономність: 30 діб
- Максимальна глибина занурення: 350 м (200 м за іншими джерелами)
- Пошукова РЛС (поверхня) : «ELTA Systems», I-band
- Інтегрована система управління вогнем і датчиками: STN/Atlas Electronik ISUS 90-1 TCS
- Система електронної розвідки : Timnex 4CH(V)2 фірми «Ельбіт»
- Сонар: Atlas Electronik CSU 90, вбудований у корпус, пасивний/активний, низькочастотний, пошуку й атаки; Atlas Electronik PRS-3, пасивний, далекомір (ranging); бортові антени FAS-3, пасивний, пошук; система аналізу власних шумів
- Перископи : 2, фірми Kollmorgen (пошуку й атаки)
- Озброєння : 4х650-мм (25.6") і 6х533-мм (21") торпедні апарати (за даними офіційного сайту ВМС Ізраїлю — 10х533-мм). Стандартний боєкомплект містить 16 торпед і 5 ракет.

Торпедні апарати забезпечені гідромеханічними катапультуючими пристроями для примусового викиду ПКР «Саб-Гарпун» та мін.
При дальності автономного плавання 8 000 миль, підводні човни оснащені крилатими ракетами «Габріель-3», дальність польоту яких дорівнює 950 милям. За даними «Military Technology», ці ракети можуть споряджатися і ядерними боєголовками.